# Liga de Campeones de la AFC 2017
La Liga de Campeones de la AFC 2017 fue la 36.ª edición del torneo de fútbol a nivel del clubes más importante de Asia, organizado por la Confederación Asiática de Fútbol (AFC) y la 15.ª edición bajo el formato de Liga de Campeones de la AFC. El campeón se clasificó para la Copa Mundial de Clubes de la FIFA 2017.
El equipo defensor del título Jeonbuk Hyundai Motors fue excluido del presente torneo el 18 de enero de 2017, debido al escándalo de soborno en que se vio involucrado en su torneo doméstico la K League. Jeonbuk apeló al Tribunal de Arbitraje Deportivo, pero fue rechazada su solicitud de medidas provisionales el 3 de febrero.

## Asignación geográfica de equipos por asociación
El Comité de Competiciones de la AFC propuso una renovación de las competiciones de clubes de la AFC el 25 de enero de 2014, que fue ratificado por el Comité Ejecutivo de la AFC el 16 de abril de 2014, Las Asociaciones miembro se clasifican en función de su selección nacional y el rendimiento de clubes en los últimos cuatro años en competiciones de la AFC, con la asignación de cupos para las ediciones 2017 y 2018 de las competiciones de clubes de la AFC determinados por el ranking del 2016:
- Las Asociaciones miembro son divididas en 2 Zonasː
  - Zona Oeste (25 asociaciones): Oeste (WAFF) (12 asociaciones), Centro (CAFA) (6 asociaciones), Sur (SAFF) (7 asociaciones).
  - Zona Este (21 asociaciones): Sudeste (AFF) (12 asociaciones), Este (EAFF) (9 asociaciones).
- Cada Zona tiene 4 grupos con 12 cupos directos y 4 provenientes de las fases clasificatorias.
- El top 12 de cada zona es elegible para participar
- El top 6 de cada zona posee cupos directos y las otras 6 asociaciones solo cupos a las fases clasificatorias
- Si las asociaciones 7,8,9,10,11 y 12 no logran llegar a la fase de grupos serán transferidas a la Copa AFC en caso de que lo logre será remplazado por otro equipo de la misma asociación en la Copa AFC.
  - Las Asociaciones 1 y 2 del ranking de cada zona, reciben 3 cupos a fase de grupos y 1 a play-off de Liga de Campeones de la AFC.
  - Las Asociaciones 3 del ranking de cada zona, reciben 2 cupos a fase de grupos y 2 a play-off de Liga de Campeones de la AFC.
  - Las Asociaciones 4 del ranking de cada zona, reciben 2 cupos a fase de grupos y 2 a segunda ronda preliminar de Liga de Campeones de la AFC.
  - Las Asociaciones 5 del ranking de cada zona, reciben 1 cupos a fase de grupos y 2 a segunda ronda preliminar de Liga de Campeones de la AFC.
  - Las Asociaciones 6 del ranking de cada zona, reciben 1 cupos a fase de grupos y 1 a segunda ronda preliminar de Liga de Campeones de la AFC.
  - Las Asociaciones 7,8,9,10,11 y 12 del ranking de cada zona, reciben 1 cupos a primera ronda preliminar de Liga de Campeones de la AFC.
- Si una asociación desiste de un cupo en la fase de grupos será redistribuido por la siguiente asociación mejor rankeada.
- Si una asociación desiste de un cupo en las fases clasificatorias no será redistribuido y el club de la siguiente asociación mejor rankeada será subido a la ronda superior siguiente.

El Comité de Competiciones de la AFC confirmará la participación de las asociaciones miembros el 12 de diciembre del 2016, basado en el Ranking de Asociaciones del 30 de noviembre del 2016
| Zona Oeste Asiático | Zona Oeste Asiático | Zona Oeste Asiático | Zona Oeste Asiático | Zona Oeste Asiático | Zona Oeste Asiático   | Zona Oeste Asiático   | Zona Oeste Asiático   | Zona Oeste Asiático   |
| Ranking             | Ranking             | Ranking             | Asociación          | Puntos              | Liga de Campeones AFC | Liga de Campeones AFC | Liga de Campeones AFC | Liga de Campeones AFC |
| Asia                | Zona                | Región              | Asociación          | Puntos              | Fase de Grupos        | Ronda de Play-Off     | 2°Ronda Previa        | 1°Ronda Previa        |
| ------------------- | ------------------- | ------------------- | ------------------- | ------------------- | --------------------- | --------------------- | --------------------- | --------------------- |
| 2                   | 1                   | Oeste               | Emiratos Árabes U.  | 87.555              | 3                     | 1                     |                       |                       |
| 3                   | 2                   | Oeste               | Arabia Saudíta      | 84.698              | 3                     | 1                     |                       |                       |
| 4                   | 3                   | Centro              | Irán                | 78.908              | 3                     | 1                     |                       |                       |
| 5                   | 4                   | Oeste               | Catar               | 78.171              | 2                     | 2                     |                       |                       |
| 9                   | 5                   | Centro              | Uzbekistán          | 56.876              | 1                     | 1                     | 1                     |                       |
| 10                  | 6                   | Oeste               | Irak                | 37.240              |                       |                       | (X)                   |                       |
| 11                  | 7                   | Oeste               | Kuwait              | 36.457              |                       |                       | (X)                   |                       |
| 13                  | 8                   | Oeste               | Siria               | 34.257              |                       |                       | (X)                   |                       |
| 15                  | 9                   | Oeste               | Jordania            | 31.213              |                       |                       | (1)                   |                       |
| 18                  | 10                  | Sur                 | India               | 27.930              |                       |                       | (1)                   |                       |
| 19                  | 11                  | Oeste               | Baréin              | 27.353              |                       |                       | (1)                   |                       |
| 20                  | 12                  | Oeste               | Líbano              | 22.077              |                       |                       |                       | (X)                   |
| Total Participantes | Total Participantes | Total Participantes | Total Participantes | Total Participantes | 12                    | 6                     | 4                     | 0                     |
| Total Participantes | Total Participantes | Total Participantes | Total Participantes | Total Participantes | 22                    |                       |                       |                       |

- El Top-12 de cada zona es elegible para la Liga de Campeones
- Irak, Siria y Líbano eran elegibles para participar en la Liga de Campeones por no tuvieron licencias requeridas y fueron transferidas a la Copa AFC.
- Kuwait estuvo suspendido por la FIFA por lo que no tuvo participación en torneos AFC.
- Irán subió un club a fase de grupos por la falta de equipos.
- Catar subió un club a Ronda de Play-Off por falta de equipos.
- Uzbekistán subió un club a Ronda de Play-Off por falta de equipos.
- Jordania, India y Baréin subieron un club de primera Ronda Preliminar a segunda Ronda Preliminar por falta de equipos.

| Zona Este Asiático  | Zona Este Asiático  | Zona Este Asiático  | Zona Este Asiático  | Zona Este Asiático  | Zona Este Asiático    | Zona Este Asiático    | Zona Este Asiático    | Zona Este Asiático    |
| Ranking             | Ranking             | Ranking             | Asociación          | Puntos              | Liga de Campeones AFC | Liga de Campeones AFC | Liga de Campeones AFC | Liga de Campeones AFC |
| Asia                | Zona                | Región              | Asociación          | Puntos              | Fase de Grupos        | Ronda de Play-Off     | 2°Ronda Previa        | 1°Ronda Previa        |
| ------------------- | ------------------- | ------------------- | ------------------- | ------------------- | --------------------- | --------------------- | --------------------- | --------------------- |
| 1                   | 1                   | Este                | República de Corea  | 96.311              | 3                     | 1                     |                       |                       |
| 6                   | 2                   | Este                | Japón               | 75.807              | 3                     | 1                     |                       |                       |
| 7                   | 3                   | Este                | China               | 72.719              | 2                     | 2                     |                       |                       |
| 8                   | 4                   | Sudeste             | Australia           | 72.599              | 2                     |                       | 1                     |                       |
| 12                  | 5                   | Sudeste             | Tailandia           | 34.753              | 1                     |                       | 2                     |                       |
| 14                  | 6                   | Este                | Hong Kong           | 31.797              | 1                     |                       | 1                     |                       |
| 16                  | 7                   | Sudeste             | Vietnam             | 29.273              |                       |                       | (1)                   |                       |
| 17                  | 8                   | Sudeste             | Malasia             | 28.865              |                       |                       | (1)                   |                       |
| 21                  | 9                   | Sudeste             | Indonesia           | 20.372              |                       |                       |                       | (X)                   |
| 24                  | 10                  | Sudeste             | Birmania            | 17.220              |                       |                       | (1)                   |                       |
| 25                  | 11                  | Sudeste             | Filipinas           | 17.188              |                       |                       |                       | (1)                   |
| 27                  | 12                  | Sudeste             | Singapur            | 13.664              |                       |                       |                       | (1)                   |
| Total Participantes | Total Participantes | Total Participantes | Total Participantes | Total Participantes | 12                    | 4                     | 7                     | 2                     |
| Total Participantes | Total Participantes | Total Participantes | Total Participantes | Total Participantes | 25                    |                       |                       |                       |

- El Top-12 de cada zona es elegible para la Liga de Campeones
- Indonesia no envió equipos debido a que no organizó un torneo oficial de primera división (organizó un transicional) por lo que no tuvo participación en torneos AFC.
- Birmania subió un club a segunda Ronda Preliminar por falta de equipos.

## Equipos participantes
En la siguiente tabla, el número de torneos disputados (T.D) y última aparición (U.A), cuentan sólo aquellas participaciones desde la temporada 2002-03 (incluyendo rondas de clasificación), cuando la competencia inicio el formato de Liga de Campeones de la AFC.
| Zona Oeste Asiático      | Zona Oeste Asiático                                                           | Zona Oeste Asiático      | Zona Oeste Asiático      |
| Equipo                   | Método de Clasificación                                                       | T.D                      | U.A                      |
| Fase de grupos (A–B-C-D) | Fase de grupos (A–B-C-D)                                                      | Fase de grupos (A–B-C-D) | Fase de grupos (A–B-C-D) |
| ------------------------ | ----------------------------------------------------------------------------- | ------------------------ | ------------------------ |
| Al-Ahli                  | Campeón Liga Árabe del Golfo 2015-16                                          | 7°                       | 2015                     |
| Al-Jazira                | Campeón Copa del Presidente de EAU 2015-16                                    | 9°                       | 2016                     |
| Al-Ain                   | Subcampeón Liga Árabe del Golfo 2015-16                                       | 12°                      | 2016                     |
| Al-Ahli                  | Campeón Liga Profesional Saudí 2015-16 Campeón Copa del Rey de Campeones 2016 | 9°                       | 2016                     |
| Al-Hilal                 | Subcampeón Liga Profesional Saudí 2015-16                                     | 13°                      | 2016                     |
| Al-Taawoun               | Cuarto lugar Liga Profesional Saudí 2015-16                                   | 1°                       | Debut                    |
| Esteghlal Khuzestan      | Campeón Iran Pro League 2015-16                                               | 1°                       | Debut                    |
| Zob Ahan                 | Campeón Copa Hazfi 2015-16                                                    | 6°                       | 2016                     |
| Persépolis               | Subcampeón Iran Pro League 2015-16                                            | 6°                       | 2015                     |
| Al-Rayyan                | Campeón Liga de las Estrellas de Catar 2015-16                                | 7°                       | 2014                     |
| Lekhwiya                 | Campeón Copa del Emir de Catar 2016                                           | 6°                       | 2016                     |
| Lokomotiv Tashkent       | Campeón Liga Profesional de Uzbekistán 2016 Campeón Copa de Uzbekistán 2016   | 5°                       | 2016                     |
| Fase Clasificatoria      |                                                                               |                          |                          |
| Ronda de Play-Off        |                                                                               |                          |                          |
| Al-Wahda                 | Tercer lugar Liga Árabe del Golfo 2015-16                                     | 8°                       | 2015                     |
| Al-Fateh                 | Cuarto lugar Liga Profesional Saudí 2015-16                                   | 2°                       | 2014                     |
| Esteghlal Teherán        | Tercer lugar Iran Pro League 2015-16                                          | 8°                       | 2014                     |
| El Jaish                 | Subcampeón Liga de las Estrellas de Catar 2015-16                             | 5°                       | 2016                     |
| Al-Sadd                  | Tercer lugar Liga de las Estrellas de Catar 2015-16                           | 12°                      | 2016                     |
| Bunyodkor                | Subcampeón Liga Profesional de Uzbekistán 2016                                | 10°                      | 2016                     |
| 2°Ronda Preliminar       |                                                                               |                          |                          |
| Nasaf Qarshi             | Tercer lugar Liga Profesional de Uzbekistán 2016                              | 5°                       | 2016                     |
| Al-Wehdat                | Campeón Primera División de Jordania 2015-16                                  | 4°                       | 2016                     |
| Bengaluru                | Campeón I-League 2016                                                         | 2°                       | 2015                     |
| Al-Hidd                  | Campeón Liga Premier de Baréin 2015-16                                        | 2°                       | 2014                     |
| 1°Ronda Preliminar       |                                                                               |                          |                          |

| Zona Este Asiático         | Zona Este Asiático                                             | Zona Este Asiático       | Zona Este Asiático       |
| Equipo                     | Método de Clasificación                                        | T.D                      | U.A                      |
| Fase de grupos (E-F-G-H)   | Fase de grupos (E-F-G-H)                                       | Fase de grupos (E-F-G-H) | Fase de grupos (E-F-G-H) |
| -------------------------- | -------------------------------------------------------------- | ------------------------ | ------------------------ |
| FC Seoul                   | Campeón K League Classic 2016                                  | 7°                       | 2016                     |
| Suwon Samsung Bluewings    | Campeón Copa FA de Corea 2016                                  | 8°                       | 2016                     |
| Jeju United                | Tercer lugar K League Classic 2016                             | 11°                      | 2016                     |
| Kashima Antlers            | Campeón J1 League 2016 Campeón Copa del Emperador 2016         | 7°                       | 2015                     |
| Urawa Red Diamonds         | Subcampeón J1 League 2016                                      | 6°                       | 2016                     |
| Kawasaki Frontale          | Tercer lugar J1 League 2016                                    | 5°                       | 2014                     |
| Guangzhou Evergrande       | Campeón Superliga de China 2016 Campeón Copa de China 2016     | 6°                       | 2016                     |
| Jiangsu Suning             | Subcampeón Superliga de China 2016                             | 3°                       | 2016                     |
| Adelaide United            | Campeón A-League 2015-16 Primero Fase Regular A-League 2015-16 | 6°                       | 2016                     |
| Western Sydney Wanderers   | Segundo Fase Regular A-League 2015-16                          | 3°                       | 2015                     |
| Muangthong United          | Campeón Liga Premier de Tailandia 2016                         | 6°                       | 2016                     |
| Eastern                    | Campeón Liga Premier de Hong Kong 2015-16                      | 1°                       | Debut                    |
| Fase Clasificatoria        |                                                                |                          |                          |
| Ronda de Play-Off          |                                                                |                          |                          |
| Ulsan Hyundai              | Cuarto lugar K League Classic 2016                             | 5°                       | 2014                     |
| Gamba Osaka                | Cuarto lugar J1 League 2016                                    | 9°                       | 2016                     |
| Shanghái SIPG              | Tercer lugar Superliga de China 2016                           | 2°                       | 2016                     |
| Shanghái Greenland Shenhua | Cuarto lugar Superliga de China 2016                           | 7°                       | 2011                     |
| 2°Ronda Preliminar         |                                                                |                          |                          |
| Brisbane Roar              | Tercero Fase Regular A-League 2015-16                          | 4°                       | 2015                     |
| Sukhothai                  | Sorteado de Copa FA de Tailandia 2016                          | 1°                       | Debut                    |
| Bangkok United             | Subampeón Liga Premier de Tailandia 2016                       | 2°                       | 2007                     |
| Kitchee                    | Ganador Serie de Play-Off de Hong Kong 2015-16                 | 3°                       | 2016                     |
| Hanói T&T                  | Campeón V.League 1 2016                                        | 4°                       | 2016                     |
| Johor Darul Ta'zim         | Campeón Superliga de Malasia 2016                              | 3°                       | 2016                     |
| Yadanarbon                 | Campeón Liga Nacional de Birmania 2016                         | 2°                       | 2015                     |
| 1°Ronda Preliminar         |                                                                |                          |                          |
| Global                     | Campeón UFL División 1 2016                                    | 1°                       | Debut                    |
| Tampines Rovers            | Subcampeón S.League 2016                                       | 3°                       | 2016                     |

## Fase clasificatoria

### Primera ronda preliminar
| Equipo 1      | Resultado   | Equipo 2        |
| Región Este   | Región Este | Región Este     |
| ------------- | ----------- | --------------- |
| United Makati | 2–0         | Tampines Rovers |

### Segunda ronda preliminar
| Equipo 1        | Resultado            | Equipo 2           |
| Región Oeste    | Región Oeste         | Región Oeste       |
| --------------- | -------------------- | ------------------ |
| Al-Wehdat       | 2–1                  | Bengaluru FC       |
| FC Nasaf Qarshi | 4–0                  | Al-Hidd            |
| Región Este     |                      |                    |
| Kitchee         | 3–2 (t. s.)          | Hà Nội             |
| Bangkok United  | 1–1 (t. s.) (4-5 p.) | Johor Darul Ta'zim |
| Sukhothai       | 5–0                  | Yadanarbon         |
| Brisbane Roar   | 6–0                  | Global             |

### Ronda de play-off
| Equipo 1         | Resultado            | Equipo 2           |
| Región Oeste     | Región Oeste         | Región Oeste       |
| ---------------- | -------------------- | ------------------ |
| Al-Wahda         | 3–0                  | Al-Wehdat          |
| Al-Fateh         | 1–0                  | FC Nasaf Qarshi    |
| Esteghlal        | 0–0 (t. s.) (4-3 p.) | Al-Sadd            |
| El Jaish         | 0–0 (t. s.) (1-3 p.) | Bunyodkor          |
| Región Este      |                      |                    |
| Ulsan Hyundai    | 1–1 (t. s.) (4-3 p.) | Kitchee            |
| Gamba Osaka      | 3–0                  | Johor Darul Ta'zim |
| Shanghai SIPG    | 3–0                  | Sukhothai          |
| Shanghái Shenhua | 0–2                  | Brisbane Roar      |

## Fase de grupos
El sorteo de la fase de grupos de la Liga de Campeones de la AFC se llevó a cabo el día 13 de diciembre de 2016 en el Hilton Petaling Jaya (Malasia). Los 32 equipos fueron sorteados en ocho grupos de cuatro equipos cada uno (del Grupo A al D la Zona Oeste y del Grupo E al H la Zona Este). Los equipos de una misma federación no pueden estar en un mismo grupo.

### Grupo A
| Pos. | Equipo             | Pts. | PJ | G | E | P | GF | GC | Dif. | Clasificación    |
| ---- | ------------------ | ---- | -- | - | - | - | -- | -- | ---- | ---------------- |
| 1    | Al-Ahli            | 11   | 6  | 3 | 2 | 1 | 10 | 5  | +5   | Octavos de final |
| 2    | Esteghlal          | 11   | 6  | 3 | 2 | 1 | 10 | 5  | +5   | Octavos de final |
| 3    | Al-Taawoun         | 5    | 6  | 1 | 2 | 3 | 7  | 12 | −5   |                  |
| 4    | Lokomotiv Tashkent | 5    | 6  | 1 | 2 | 3 | 7  | 12 | −5   |                  |

 Fuente: AFC
Notas:
1. 1 2  Enfrentamiento Directo: Al-Ahli 2–1 Esteghlal, Esteghlal 1–1 Al-Ahli.
2. 1 2  Enfrentamiento Directo: Al-Taawoun 1–0 Lokomotiv Tashkent, Lokomotiv Tashkent 4–4 Al-Taawoun.

| \| Fecha \| Estadio (Ciudad) \| Local \| Resultado \| Visitante \| \| --------------------- \| ------------------------------------------- \| ------------------ \| --------- \| ------------------ \| \| 20 de febrero de 2017 \| Estadio Al-Rashid (Dubái) \| Al-Ahli \| 2 - 1 \| Esteghlal Teherán \| \| 20 de febrero de 2017 \| King Abdullah Sport City Stadium (Buraidá) \| Al-Taawoun \| 1 - 0 \| Lokomotiv Tashkent \| \| 27 de febrero de 2017 \| Complejo Sultan Qaboos (Mascate, Omán)[n 1] \| Esteghlal Teherán \| 3 - 0 \| Al-Taawoun \| \| 27 de febrero de 2017 \| Estadio Lokomotiv (Tashkent) \| Lokomotiv Tashkent \| 2 - 0 \| Al-Ahli \| \| 13 de marzo de 2017 \| Estadio Azadi (Teherán) \| Esteghlal Teherán \| 2 - 0 \| Lokomotiv Tashkent \| \| 13 de marzo de 2017 \| Estadio Al-Rashid (Dubái) \| Al-Ahli \| 0 - 0 \| Al-Taawoun \| \| 11 de abril de 2017 \| Estadio Lokomotiv (Tashkent) \| Lokomotiv Tashkent \| 1 - 1 \| Esteghlal Teherán \| \| 11 de abril de 2017 \| King Abdullah Sport City Stadium (Buraidá) \| Al-Taawoun \| 1 - 3 \| Al-Ahli \| \| 25 de abril de 2017 \| Estadio Azadi (Teherán) \| Esteghlal Teherán \| 1 - 1 \| Al-Ahli \| \| 25 de abril de 2017 \| Estadio Lokomotiv (Tashkent) \| Lokomotiv Tashkent \| 4 - 4 \| Al-Taawoun \| \| 9 de mayo de 2017 \| Estadio Al-Rashid (Dubái) \| Al-Ahli \| 4 - 0 \| Lokomotiv Tashkent \| \| 9 de mayo de 2017 \| Estadio Al-Ahli (Doha, Catar)[n 1] \| Al-Taawoun \| 1 - 2 \| Esteghlal Teherán \| |                                            |                    |           |                    |
| Fecha | Estadio (Ciudad)                           | Local              | Resultado | Visitante          |
| 20 de febrero de 2017 | Estadio Al-Rashid (Dubái)                  | Al-Ahli            | 2 - 1     | Esteghlal Teherán  |
| 20 de febrero de 2017 | King Abdullah Sport City Stadium (Buraidá) | Al-Taawoun         | 1 - 0     | Lokomotiv Tashkent |
| 27 de febrero de 2017 | Complejo Sultan Qaboos (Mascate, Omán)     | Esteghlal Teherán  | 3 - 0     | Al-Taawoun         |
| 27 de febrero de 2017 | Estadio Lokomotiv (Tashkent)               | Lokomotiv Tashkent | 2 - 0     | Al-Ahli            |
| 13 de marzo de 2017 | Estadio Azadi (Teherán)                    | Esteghlal Teherán  | 2 - 0     | Lokomotiv Tashkent |
| 13 de marzo de 2017 | Estadio Al-Rashid (Dubái)                  | Al-Ahli            | 0 - 0     | Al-Taawoun         |
| 11 de abril de 2017 | Estadio Lokomotiv (Tashkent)               | Lokomotiv Tashkent | 1 - 1     | Esteghlal Teherán  |
| 11 de abril de 2017 | King Abdullah Sport City Stadium (Buraidá) | Al-Taawoun         | 1 - 3     | Al-Ahli            |
| 25 de abril de 2017 | Estadio Azadi (Teherán)                    | Esteghlal Teherán  | 1 - 1     | Al-Ahli            |
| 25 de abril de 2017 | Estadio Lokomotiv (Tashkent)               | Lokomotiv Tashkent | 4 - 4     | Al-Taawoun         |
| 9 de mayo de 2017 | Estadio Al-Rashid (Dubái)                  | Al-Ahli            | 4 - 0     | Lokomotiv Tashkent |
| 9 de mayo de 2017 | Estadio Al-Ahli (Doha, Catar)              | Al-Taawoun         | 1 - 2     | Esteghlal Teherán  |

### Grupo B
| Pos. | Equipo              | Pts. | PJ | G | E | P | GF | GC | Dif. | Clasificación    |
| ---- | ------------------- | ---- | -- | - | - | - | -- | -- | ---- | ---------------- |
| 1    | Lekhwiya            | 14   | 6  | 4 | 2 | 0 | 15 | 6  | +9   | Octavos de final |
| 2    | Esteghlal Khuzestan | 9    | 6  | 2 | 3 | 1 | 6  | 5  | +1   | Octavos de final |
| 3    | Al-Fateh            | 6    | 6  | 1 | 3 | 2 | 7  | 9  | −2   |                  |
| 4    | Al-Jazira           | 2    | 6  | 0 | 2 | 4 | 3  | 11 | −8   |                  |

 Fuente: AFC
| \| Fecha \| Estadio (Ciudad) \| Local \| Resultado \| Visitante \| \| --------------------- \| ------------------------------------------- \| ------------------- \| --------- \| ------------------- \| \| 20 de febrero de 2017 \| Complejo Sultan Qaboos (Mascate, Omán)[n 1] \| Esteghlal Khuzestan \| 1 - 0 \| Al-Fateh \| \| 20 de febrero de 2017 \| Estadio Abdullah bin Khalifa (Doha) \| Lekhwiya \| 3 - 0 \| Al-Jazira \| \| 27 de febrero de 2017 \| Estadio Abdullah bin Jalawi (Al-Hasa) \| Al-Fateh \| 2 - 2 \| Lekhwiya \| \| 27 de febrero de 2017 \| Estadio Mohammed bin Zayed (Abu Dabi) \| Al-Jazira \| 0 - 1 \| Esteghlal Khuzestan \| \| 14 de marzo de 2017 \| Estadio Abdullah bin Jalawi (Al-Hasa) \| Al-Fateh \| 3 - 1 \| Al-Jazira \| \| 14 de marzo de 2017 \| Estadio Ghadir (Ahvaz) \| Esteghlal Khuzestan \| 1 - 1 \| Lekhwiya \| \| 10 de abril de 2017 \| Estadio Mohammed bin Zayed (Abu Dabi) \| Al-Jazira \| 0 - 0 \| Al-Fateh \| \| 10 de abril de 2017 \| Estadio Abdullah bin Khalifa (Doha) \| Lekhwiya \| 2 - 1 \| Esteghlal Khuzestan \| \| 25 de abril de 2017 \| Estadio Thani bin Jassim (Doha, Catar)[n 1] \| Al-Fateh \| 1 - 1 \| Esteghlal Khuzestan \| \| 25 de abril de 2017 \| Estadio Mohammed bin Zayed (Abu Dabi) \| Al-Jazira \| 1 - 3 \| Lekhwiya \| \| 9 de mayo de 2017 \| Estadio Ghadir (Ahvaz) \| Esteghlal Khuzestan \| 1 - 1 \| Al-Jazira \| \| 9 de mayo de 2017 \| Estadio Abdullah bin Khalifa (Doha) \| Lekhwiya \| 4 - 1 \| Al-Fateh \| |                                        |                     |           |                     |
| Fecha | Estadio (Ciudad)                       | Local               | Resultado | Visitante           |
| 20 de febrero de 2017 | Complejo Sultan Qaboos (Mascate, Omán) | Esteghlal Khuzestan | 1 - 0     | Al-Fateh            |
| 20 de febrero de 2017 | Estadio Abdullah bin Khalifa (Doha)    | Lekhwiya            | 3 - 0     | Al-Jazira           |
| 27 de febrero de 2017 | Estadio Abdullah bin Jalawi (Al-Hasa)  | Al-Fateh            | 2 - 2     | Lekhwiya            |
| 27 de febrero de 2017 | Estadio Mohammed bin Zayed (Abu Dabi)  | Al-Jazira           | 0 - 1     | Esteghlal Khuzestan |
| 14 de marzo de 2017 | Estadio Abdullah bin Jalawi (Al-Hasa)  | Al-Fateh            | 3 - 1     | Al-Jazira           |
| 14 de marzo de 2017 | Estadio Ghadir (Ahvaz)                 | Esteghlal Khuzestan | 1 - 1     | Lekhwiya            |
| 10 de abril de 2017 | Estadio Mohammed bin Zayed (Abu Dabi)  | Al-Jazira           | 0 - 0     | Al-Fateh            |
| 10 de abril de 2017 | Estadio Abdullah bin Khalifa (Doha)    | Lekhwiya            | 2 - 1     | Esteghlal Khuzestan |
| 25 de abril de 2017 | Estadio Thani bin Jassim (Doha, Catar) | Al-Fateh            | 1 - 1     | Esteghlal Khuzestan |
| 25 de abril de 2017 | Estadio Mohammed bin Zayed (Abu Dabi)  | Al-Jazira           | 1 - 3     | Lekhwiya            |
| 9 de mayo de 2017 | Estadio Ghadir (Ahvaz)                 | Esteghlal Khuzestan | 1 - 1     | Al-Jazira           |
| 9 de mayo de 2017 | Estadio Abdullah bin Khalifa (Doha)    | Lekhwiya            | 4 - 1     | Al-Fateh            |

### Grupo C
| Pos. | Equipo    | Pts. | PJ | G | E | P | GF | GC | Dif. | Clasificación    |
| ---- | --------- | ---- | -- | - | - | - | -- | -- | ---- | ---------------- |
| 1    | Al-Ain    | 12   | 6  | 3 | 3 | 0 | 14 | 7  | +7   | Octavos de final |
| 2    | Al-Ahli   | 11   | 6  | 3 | 2 | 1 | 10 | 7  | +3   | Octavos de final |
| 3    | Zob Ahan  | 7    | 6  | 2 | 1 | 3 | 6  | 9  | −3   |                  |
| 4    | Bunyodkor | 3    | 6  | 1 | 0 | 5 | 5  | 12 | −7   |                  |

 Fuente: AFC
| \| Fecha \| Estadio (Ciudad) \| Local \| Resultado \| Visitante \| \| --------------------- \| -------------------------------------------- \| --------- \| --------- \| --------- \| \| 21 de febrero de 2017 \| King Abdullah Sports City (Yeda) \| Al-Ahli \| 2 - 0 \| Bunyodkor \| \| 21 de febrero de 2017 \| Estadio Hazza bin Zayed (Al Ain) \| Al-Ain \| 1 - 1 \| Zob Ahan \| \| 28 de febrero de 2017 \| Estadio Bunyodkor (Taskent) \| Bunyodkor \| 2 - 3 \| Al-Ain \| \| 28 de febrero de 2017 \| Complejo Sultan Qaboos, (Mascate, Omán)[n 1] \| Zob Ahan \| 1 - 2 \| Al-Ahli \| \| 13 de marzo de 2017 \| Estadio Bunyodkor (Taskent) \| Bunyodkor \| 0 - 2 \| Zob Ahan \| \| 13 de marzo de 2017 \| King Abdullah Sports City (Yeda) \| Al-Ahli \| 2 - 2 \| Al-Ain \| \| 11 de abril de 2017 \| Estadio Foolad Shahr (Isfahán) \| Zob Ahan \| 2 - 1 \| Bunyodkor \| \| 11 de abril de 2017 \| Estadio Hazza bin Zayed (Al Ain) \| Al-Ain \| 2 - 2 \| Al-Ahli \| \| 24 de abril de 2017 \| Estadio Bunyodkor (Taskent) \| Bunyodkor \| 2 - 0 \| Al-Ahli \| \| 24 de abril de 2017 \| Estadio Foolad Shahr (Isfahán) \| Zob Ahan \| 0 - 3 \| Al-Ain \| \| 8 de mayo de 2017 \| Estadio Thani bin Jassim (Doha, Catar)[n 1] \| Al-Ahli \| 2 - 0 \| Zob Ahan \| \| 8 de mayo de 2017 \| Estadio Hazza bin Zayed (Al Ain) \| Al-Ain \| 3 - 0 \| Bunyodkor \| |                                         |           |           |           |
| Fecha | Estadio (Ciudad)                        | Local     | Resultado | Visitante |
| 21 de febrero de 2017 | King Abdullah Sports City (Yeda)        | Al-Ahli   | 2 - 0     | Bunyodkor |
| 21 de febrero de 2017 | Estadio Hazza bin Zayed (Al Ain)        | Al-Ain    | 1 - 1     | Zob Ahan  |
| 28 de febrero de 2017 | Estadio Bunyodkor (Taskent)             | Bunyodkor | 2 - 3     | Al-Ain    |
| 28 de febrero de 2017 | Complejo Sultan Qaboos, (Mascate, Omán) | Zob Ahan  | 1 - 2     | Al-Ahli   |
| 13 de marzo de 2017 | Estadio Bunyodkor (Taskent)             | Bunyodkor | 0 - 2     | Zob Ahan  |
| 13 de marzo de 2017 | King Abdullah Sports City (Yeda)        | Al-Ahli   | 2 - 2     | Al-Ain    |
| 11 de abril de 2017 | Estadio Foolad Shahr (Isfahán)          | Zob Ahan  | 2 - 1     | Bunyodkor |
| 11 de abril de 2017 | Estadio Hazza bin Zayed (Al Ain)        | Al-Ain    | 2 - 2     | Al-Ahli   |
| 24 de abril de 2017 | Estadio Bunyodkor (Taskent)             | Bunyodkor | 2 - 0     | Al-Ahli   |
| 24 de abril de 2017 | Estadio Foolad Shahr (Isfahán)          | Zob Ahan  | 0 - 3     | Al-Ain    |
| 8 de mayo de 2017 | Estadio Thani bin Jassim (Doha, Catar)  | Al-Ahli   | 2 - 0     | Zob Ahan  |
| 8 de mayo de 2017 | Estadio Hazza bin Zayed (Al Ain)        | Al-Ain    | 3 - 0     | Bunyodkor |

### Grupo D
| Pos. | Equipo     | Pts. | PJ | G | E | P | GF | GC | Dif. | Clasificación    |
| ---- | ---------- | ---- | -- | - | - | - | -- | -- | ---- | ---------------- |
| 1    | Al-Hilal   | 12   | 6  | 3 | 3 | 0 | 10 | 7  | +3   | Octavos de final |
| 2    | Persepolis | 9    | 6  | 2 | 3 | 1 | 9  | 8  | +1   | Octavos de final |
| 3    | Al-Rayyan  | 7    | 6  | 2 | 1 | 3 | 10 | 13 | −3   |                  |
| 4    | Al-Wahda   | 4    | 6  | 1 | 1 | 4 | 12 | 13 | −1   |                  |

 Fuente: AFC
| \| Fecha \| Estadio (Ciudad) \| Local \| Resultado \| Visitante \| \| --------------------- \| -------------------------------------------- \| ---------- \| --------- \| ---------- \| \| 21 de febrero de 2017 \| Estadio Jassim Bin Hamad (Doha) \| Al-Rayyan \| 2 - 1 \| Al-Wahda \| \| 21 de febrero de 2017 \| Complejo Sultan Qaboos, (Mascate, Omán)[n 1] \| Persépolis \| 1 - 1 \| Al-Hilal \| \| 28 de febrero de 2017 \| Estadio Al-Nahyan (Abu Dabi) \| Al-Wahda \| 2 - 3 \| Persépolis \| \| 28 de febrero de 2017 \| Estadio Príncipe Faisal bin Fahd (Riad) \| Al-Hilal \| 2 - 1 \| Al-Rayyan \| \| 14 de marzo de 2017 \| Estadio Al-Nahyan (Abu Dabi) \| Al-Wahda \| 2 - 2 \| Al-Hilal \| \| 14 de marzo de 2017 \| Estadio Jassim Bin Hamad (Doha) \| Al-Rayyan \| 3 - 1 \| Persépolis \| \| 10 de abril de 2017 \| Estadio Príncipe Faisal bin Fahd (Riad) \| Al-Hilal \| 1 - 0 \| Al-Wahda \| \| 10 de abril de 2017 \| Estadio Azadi (Teherán) \| Persépolis \| 0 - 0 \| Al-Rayyan \| \| 24 de abril de 2017 \| Estadio Al-Nahyan (Abu Dabi) \| Al-Wahda \| 5 - 1 \| Al-Rayyan \| \| 24 de abril de 2017 \| Complejo Sultan Qaboos, (Mascate, Omán)[n 1] \| Al-Hilal \| 0 - 0 \| Persépolis \| \| 8 de mayo de 2017 \| Estadio Jassim Bin Hamad (Doha) \| Al-Rayyan \| 3 - 4 \| Al-Hilal \| \| 8 de mayo de 2017 \| Estadio Azadi (Teherán) \| Persépolis \| 4 - 2 \| Al-Wahda \| |                                         |            |           |            |
| Fecha | Estadio (Ciudad)                        | Local      | Resultado | Visitante  |
| 21 de febrero de 2017 | Estadio Jassim Bin Hamad (Doha)         | Al-Rayyan  | 2 - 1     | Al-Wahda   |
| 21 de febrero de 2017 | Complejo Sultan Qaboos, (Mascate, Omán) | Persépolis | 1 - 1     | Al-Hilal   |
| 28 de febrero de 2017 | Estadio Al-Nahyan (Abu Dabi)            | Al-Wahda   | 2 - 3     | Persépolis |
| 28 de febrero de 2017 | Estadio Príncipe Faisal bin Fahd (Riad) | Al-Hilal   | 2 - 1     | Al-Rayyan  |
| 14 de marzo de 2017 | Estadio Al-Nahyan (Abu Dabi)            | Al-Wahda   | 2 - 2     | Al-Hilal   |
| 14 de marzo de 2017 | Estadio Jassim Bin Hamad (Doha)         | Al-Rayyan  | 3 - 1     | Persépolis |
| 10 de abril de 2017 | Estadio Príncipe Faisal bin Fahd (Riad) | Al-Hilal   | 1 - 0     | Al-Wahda   |
| 10 de abril de 2017 | Estadio Azadi (Teherán)                 | Persépolis | 0 - 0     | Al-Rayyan  |
| 24 de abril de 2017 | Estadio Al-Nahyan (Abu Dabi)            | Al-Wahda   | 5 - 1     | Al-Rayyan  |
| 24 de abril de 2017 | Complejo Sultan Qaboos, (Mascate, Omán) | Al-Hilal   | 0 - 0     | Persépolis |
| 8 de mayo de 2017 | Estadio Jassim Bin Hamad (Doha)         | Al-Rayyan  | 3 - 4     | Al-Hilal   |
| 8 de mayo de 2017 | Estadio Azadi (Teherán)                 | Persépolis | 4 - 2     | Al-Wahda   |

### Grupo E
| Pos. | Equipo            | Pts. | PJ | G | E | P | GF | GC | Dif. | Clasificación    |
| ---- | ----------------- | ---- | -- | - | - | - | -- | -- | ---- | ---------------- |
| 1    | Kashima Antlers   | 12   | 6  | 4 | 0 | 2 | 13 | 5  | +8   | Octavos de final |
| 2    | Muangthong United | 11   | 6  | 3 | 2 | 1 | 7  | 3  | +4   | Octavos de final |
| 3    | Ulsan Hyundai     | 7    | 6  | 2 | 1 | 3 | 9  | 9  | 0    |                  |
| 4    | Brisbane Roar     | 4    | 6  | 1 | 1 | 4 | 4  | 16 | −12  |                  |

 Fuente: AFC
| \| Fecha \| Estadio (Ciudad) \| Local \| Resultado \| Visitante \| \| --------------------- \| ------------------------------- \| ----------------- \| --------- \| ----------------- \| \| 21 de febrero de 2017 \| Estadio de Kashima (Kashima) \| Kashima Antlers \| 2 - 0 \| Ulsan Hyundai \| \| 21 de febrero de 2017 \| Estadio Suncorp (Brisbane) \| Brisbane Roar \| 0 - 0 \| Muangthong United \| \| 28 de febrero de 2017 \| Estadio Mundialista (Ulsan) \| Ulsan Hyundai \| 6 - 0 \| Brisbane Roar \| \| 28 de febrero de 2017 \| Estadio Suphachalasai (Bangkok) \| Muangthong United \| 2 - 1 \| Kashima Antlers \| \| 14 de marzo de 2017 \| Estadio Mundialista (Ulsan) \| Ulsan Hyundai \| 0 - 0 \| Muangthong United \| \| 14 de marzo de 2017 \| Estadio de Kashima (Kashima) \| Kashima Antlers \| 3 - 0 \| Brisbane Roar \| \| 12 de abril de 2017 \| SCG Stadium (Nonthaburi) \| Muangthong United \| 1 - 0 \| Ulsan Hyundai \| \| 12 de abril de 2017 \| Estadio Suncorp (Brisbane) \| Brisbane Roar \| 2 - 1 \| Kashima Antlers \| \| 26 de abril de 2017 \| Estadio Mundialista (Ulsan) \| Ulsan Hyundai \| 0 - 4 \| Kashima Antlers \| \| 26 de abril de 2017 \| SCG Stadium (Nonthaburi) \| Muangthong United \| 3 - 0 \| Brisbane Roar \| \| 10 de mayo de 2017 \| Estadio de Kashima (Kashima) \| Kashima Antlers \| 2 - 1 \| Muangthong United \| \| 10 de mayo de 2017 \| Estadio Suncorp (Brisbane) \| Brisbane Roar \| 2 - 3 \| Ulsan Hyundai \| |                                 |                   |           |                   |
| Fecha | Estadio (Ciudad)                | Local             | Resultado | Visitante         |
| 21 de febrero de 2017 | Estadio de Kashima (Kashima)    | Kashima Antlers   | 2 - 0     | Ulsan Hyundai     |
| 21 de febrero de 2017 | Estadio Suncorp (Brisbane)      | Brisbane Roar     | 0 - 0     | Muangthong United |
| 28 de febrero de 2017 | Estadio Mundialista (Ulsan)     | Ulsan Hyundai     | 6 - 0     | Brisbane Roar     |
| 28 de febrero de 2017 | Estadio Suphachalasai (Bangkok) | Muangthong United | 2 - 1     | Kashima Antlers   |
| 14 de marzo de 2017 | Estadio Mundialista (Ulsan)     | Ulsan Hyundai     | 0 - 0     | Muangthong United |
| 14 de marzo de 2017 | Estadio de Kashima (Kashima)    | Kashima Antlers   | 3 - 0     | Brisbane Roar     |
| 12 de abril de 2017 | SCG Stadium (Nonthaburi)        | Muangthong United | 1 - 0     | Ulsan Hyundai     |
| 12 de abril de 2017 | Estadio Suncorp (Brisbane)      | Brisbane Roar     | 2 - 1     | Kashima Antlers   |
| 26 de abril de 2017 | Estadio Mundialista (Ulsan)     | Ulsan Hyundai     | 0 - 4     | Kashima Antlers   |
| 26 de abril de 2017 | SCG Stadium (Nonthaburi)        | Muangthong United | 3 - 0     | Brisbane Roar     |
| 10 de mayo de 2017 | Estadio de Kashima (Kashima)    | Kashima Antlers   | 2 - 1     | Muangthong United |
| 10 de mayo de 2017 | Estadio Suncorp (Brisbane)      | Brisbane Roar     | 2 - 3     | Ulsan Hyundai     |

### Grupo F
| Pos. | Equipo                   | Pts. | PJ | G | E | P | GF | GC | Dif. | Clasificación    |
| ---- | ------------------------ | ---- | -- | - | - | - | -- | -- | ---- | ---------------- |
| 1    | Urawa Red Diamonds       | 12   | 6  | 4 | 0 | 2 | 18 | 7  | +11  | Octavos de final |
| 2    | Shanghái SIPG            | 12   | 6  | 4 | 0 | 2 | 15 | 9  | +6   | Octavos de final |
| 3    | FC Seoul                 | 6    | 6  | 2 | 0 | 4 | 10 | 15 | −5   |                  |
| 4    | Western Sydney Wanderers | 6    | 6  | 2 | 0 | 4 | 10 | 22 | −12  |                  |

 Fuente: AFC
Notas:
1. 1 2  Enfrentamiento Directo: Shanghái SIPG 3–2 Urawa Red Diamonds, Urawa Red Diamonds 1–0 Shanghái SIPG (Urawa Red Diamonds gana por los goles de visitante).
2. 1 2  Enfrentamiento directo: FC Seoul 2–3 Western Sydney Wanderers, Western Sydney Wanderers 2–3 FC Seoul (Empate total, desempate por la diferencia de goles).

| \| Fecha \| Estadio (Ciudad) \| Local \| Resultado \| Visitante \| \| --------------------- \| ---------------------------------- \| ------------------------ \| --------- \| ------------------------ \| \| 21 de febrero de 2017 \| Estadio Mundialista de Seúl (Seúl) \| Seúl \| 0 - 1 \| Shanghái SIPG \| \| 21 de febrero de 2017 \| Estadio Campbelltown (Sídney) \| Western Sydney Wanderers \| 0 - 4 \| Urawa Red Diamonds \| \| 28 de febrero de 2017 \| Estadio de Shanghái (Shanghái) \| Shanghái SIPG \| 5 - 1 \| Western Sydney Wanderers \| \| 28 de febrero de 2017 \| Estadio Saitama 2002 (Saitama) \| Urawa Red Diamonds \| 5 - 2 \| Seúl \| \| 15 de marzo de 2017 \| Estadio de Shanghái (Shanghái) \| Shanghái SIPG \| 3 - 2 \| Urawa Red Diamonds \| \| 15 de marzo de 2017 \| Estadio Mundialista de Seúl (Seúl) \| Seúl \| 2 - 3 \| Western Sydney Wanderers \| \| 11 de abril de 2017 \| Estadio Saitama 2002 (Saitama) \| Urawa Red Diamonds \| 1 - 0 \| Shanghái SIPG \| \| 11 de abril de 2017 \| Estadio Campbelltown (Sídney) \| Western Sydney Wanderers \| 2 - 3 \| Seúl \| \| 26 de abril de 2017 \| Estadio de Shanghái (Shanghái) \| Shanghái SIPG \| 4 - 2 \| Seúl \| \| 26 de abril de 2017 \| Estadio Saitama 2002 (Saitama) \| Urawa Red Diamonds \| 6 - 1 \| Western Sydney Wanderers \| \| 10 de mayo de 2017 \| Estadio Mundialista de Seúl (Seúl) \| Seúl \| 1 - 0 \| Urawa Red Diamonds \| \| 10 de mayo de 2017 \| Estadio Campbelltown (Sídney) \| Western Sydney Wanderers \| 3 - 2 \| Shanghái SIPG \| |                                    |                          |           |                          |
| Fecha | Estadio (Ciudad)                   | Local                    | Resultado | Visitante                |
| 21 de febrero de 2017 | Estadio Mundialista de Seúl (Seúl) | Seúl                     | 0 - 1     | Shanghái SIPG            |
| 21 de febrero de 2017 | Estadio Campbelltown (Sídney)      | Western Sydney Wanderers | 0 - 4     | Urawa Red Diamonds       |
| 28 de febrero de 2017 | Estadio de Shanghái (Shanghái)     | Shanghái SIPG            | 5 - 1     | Western Sydney Wanderers |
| 28 de febrero de 2017 | Estadio Saitama 2002 (Saitama)     | Urawa Red Diamonds       | 5 - 2     | Seúl                     |
| 15 de marzo de 2017 | Estadio de Shanghái (Shanghái)     | Shanghái SIPG            | 3 - 2     | Urawa Red Diamonds       |
| 15 de marzo de 2017 | Estadio Mundialista de Seúl (Seúl) | Seúl                     | 2 - 3     | Western Sydney Wanderers |
| 11 de abril de 2017 | Estadio Saitama 2002 (Saitama)     | Urawa Red Diamonds       | 1 - 0     | Shanghái SIPG            |
| 11 de abril de 2017 | Estadio Campbelltown (Sídney)      | Western Sydney Wanderers | 2 - 3     | Seúl                     |
| 26 de abril de 2017 | Estadio de Shanghái (Shanghái)     | Shanghái SIPG            | 4 - 2     | Seúl                     |
| 26 de abril de 2017 | Estadio Saitama 2002 (Saitama)     | Urawa Red Diamonds       | 6 - 1     | Western Sydney Wanderers |
| 10 de mayo de 2017 | Estadio Mundialista de Seúl (Seúl) | Seúl                     | 1 - 0     | Urawa Red Diamonds       |
| 10 de mayo de 2017 | Estadio Campbelltown (Sídney)      | Western Sydney Wanderers | 3 - 2     | Shanghái SIPG            |

### Grupo G
| Pos. | Equipo                  | Pts. | PJ | G | E | P | GF | GC | Dif. | Clasificación    |
| ---- | ----------------------- | ---- | -- | - | - | - | -- | -- | ---- | ---------------- |
| 1    | Kawasaki Frontale       | 10   | 6  | 2 | 4 | 0 | 8  | 3  | +5   | Octavos de final |
| 2    | Guangzhou Evergrande    | 10   | 6  | 2 | 4 | 0 | 18 | 5  | +13  | Octavos de final |
| 3    | Suwon Samsung Bluewings | 9    | 6  | 2 | 3 | 1 | 11 | 6  | +5   |                  |
| 4    | Eastern                 | 1    | 6  | 0 | 1 | 5 | 1  | 24 | −23  |                  |

 Fuente: AFC
Notas:
1. 1 2  Enfrentamiento Directo: Guangzhou Evergrande 1–1 Kawasaki Frontale, Kawasaki Frontale 0–0 Guangzhou Evergrande (Kawasaki Frontale gana por los goles de visitante).

| \| Fecha \| Estadio (Ciudad) \| Local \| Resultado \| Visitante \| \| --------------------- \| ------------------------------------ \| ----------------------- \| --------- \| ----------------------- \| \| 22 de febrero de 2017 \| Estadio Tianhe (Cantón) \| Guangzhou Evergrande \| 7 - 0 \| Eastern \| \| 22 de febrero de 2017 \| Estadio Todoroki Kawasaki (Kawasaki) \| Kawasaki Frontale \| 1 - 1 \| Suwon Samsung Bluewings \| \| 1 de marzo de 2017 \| Estadio Mong Kok (Hong Kong) \| Eastern \| 1 - 1 \| Kawasaki Frontale \| \| 1 de marzo de 2017 \| Estadio Mundialista de Suwon (Suwon) \| Suwon Samsung Bluewings \| 2 - 2 \| Guangzhou Evergrande \| \| 14 de marzo de 2017 \| Estadio Mong Kok (Hong Kong) \| Eastern \| 0 - 1 \| Suwon Samsung Bluewings \| \| 14 de marzo de 2017 \| Estadio Tianhe (Cantón) \| Guangzhou Evergrande \| 1 - 1 \| Kawasaki Frontale \| \| 12 de abril de 2017 \| Estadio Mundialista de Suwon (Suwon) \| Suwon Samsung Bluewings \| 5 - 0 \| Eastern \| \| 12 de abril de 2017 \| Estadio Todoroki Kawasaki (Kawasaki) \| Kawasaki Frontale \| 0 - 0 \| Guangzhou Evergrande \| \| 25 de abril de 2017 \| Estadio Mong Kok (Hong Kong) \| Eastern \| 0 - 6 \| Guangzhou Evergrande \| \| 25 de abril de 2017 \| Estadio Mundialista de Suwon (Suwon) \| Suwon Samsung Bluewings \| 0 - 1 \| Kawasaki Frontale \| \| 9 de mayo de 2017 \| Estadio Tianhe (Cantón) \| Guangzhou Evergrande \| 2 - 2 \| Suwon Samsung Bluewings \| \| 9 de mayo de 2017 \| Estadio Todoroki Kawasaki (Kawasaki) \| Kawasaki Frontale \| 4 - 0 \| Eastern \| |                                      |                         |           |                         |
| Fecha | Estadio (Ciudad)                     | Local                   | Resultado | Visitante               |
| 22 de febrero de 2017 | Estadio Tianhe (Cantón)              | Guangzhou Evergrande    | 7 - 0     | Eastern                 |
| 22 de febrero de 2017 | Estadio Todoroki Kawasaki (Kawasaki) | Kawasaki Frontale       | 1 - 1     | Suwon Samsung Bluewings |
| 1 de marzo de 2017 | Estadio Mong Kok (Hong Kong)         | Eastern                 | 1 - 1     | Kawasaki Frontale       |
| 1 de marzo de 2017 | Estadio Mundialista de Suwon (Suwon) | Suwon Samsung Bluewings | 2 - 2     | Guangzhou Evergrande    |
| 14 de marzo de 2017 | Estadio Mong Kok (Hong Kong)         | Eastern                 | 0 - 1     | Suwon Samsung Bluewings |
| 14 de marzo de 2017 | Estadio Tianhe (Cantón)              | Guangzhou Evergrande    | 1 - 1     | Kawasaki Frontale       |
| 12 de abril de 2017 | Estadio Mundialista de Suwon (Suwon) | Suwon Samsung Bluewings | 5 - 0     | Eastern                 |
| 12 de abril de 2017 | Estadio Todoroki Kawasaki (Kawasaki) | Kawasaki Frontale       | 0 - 0     | Guangzhou Evergrande    |
| 25 de abril de 2017 | Estadio Mong Kok (Hong Kong)         | Eastern                 | 0 - 6     | Guangzhou Evergrande    |
| 25 de abril de 2017 | Estadio Mundialista de Suwon (Suwon) | Suwon Samsung Bluewings | 0 - 1     | Kawasaki Frontale       |
| 9 de mayo de 2017 | Estadio Tianhe (Cantón)              | Guangzhou Evergrande    | 2 - 2     | Suwon Samsung Bluewings |
| 9 de mayo de 2017 | Estadio Todoroki Kawasaki (Kawasaki) | Kawasaki Frontale       | 4 - 0     | Eastern                 |

### Grupo H
| Pos. | Equipo          | Pts. | PJ | G | E | P | GF | GC | Dif. | Clasificación    |
| ---- | --------------- | ---- | -- | - | - | - | -- | -- | ---- | ---------------- |
| 1    | Jiangsu Suning  | 15   | 6  | 5 | 0 | 1 | 9  | 3  | +6   | Octavos de final |
| 2    | Jeju United     | 10   | 6  | 3 | 1 | 2 | 12 | 9  | +3   | Octavos de final |
| 3    | Adelaide United | 5    | 6  | 1 | 2 | 3 | 10 | 13 | −3   |                  |
| 4    | Gamba Osaka     | 4    | 6  | 1 | 1 | 4 | 7  | 13 | −6   |                  |

 Fuente: AFC
| \| Fecha \| Estadio (Ciudad) \| Local \| Resultado \| Visitante \| \| --------------------- \| ----------------------------------------- \| --------------- \| --------- \| --------------- \| \| 22 de febrero de 2017 \| Hindmarsh Stadium (Adelaida) \| Adelaide United \| 0 - 3 \| Gamba Osaka \| \| 22 de febrero de 2017 \| Estadio Mundialista de Jeju (Seogwipo) \| Jeju United \| 0 - 1 \| Jiangsu Suning \| \| 1 de marzo de 2017 \| Estadio de Fútbol de Suita (Suita, Osaka) \| Gamba Osaka \| 1 - 4 \| Jeju United \| \| 1 de marzo de 2017 \| Estadio Olímpico Deportivo (Nankín) \| Jiangsu Suning \| 2 - 1 \| Adelaide United \| \| 15 de marzo de 2017 \| Estadio de Fútbol de Suita (Suita, Osaka) \| Gamba Osaka \| 0 - 1 \| Jiangsu Suning \| \| 15 de marzo de 2017 \| Hindmarsh Stadium (Adelaida) \| Adelaide United \| 3 - 3 \| Jeju United \| \| 11 de abril de 2017 \| Estadio Olímpico Deportivo (Nankín) \| Jiangsu Suning \| 3 - 0 \| Gamba Osaka \| \| 11 de abril de 2017 \| Estadio Mundialista de Jeju (Seogwipo) \| Jeju United \| 1 - 3 \| Adelaide United \| \| 25 de abril de 2017 \| Estadio de Fútbol de Suita (Suita, Osaka) \| Gamba Osaka \| 3 - 3 \| Adelaide United \| \| 25 de abril de 2017 \| Estadio Olímpico Deportivo (Nankín) \| Jiangsu Suning \| 1 - 2 \| Jeju United \| \| 9 de mayo de 2017 \| Hindmarsh Stadium (Adelaida) \| Adelaide United \| 0 - 1 \| Jiangsu Suning \| \| 9 de mayo de 2017 \| Estadio Mundialista de Jeju (Seogwipo) \| Jeju United \| 2 - 0 \| Gamba Osaka \| |                                           |                 |           |                 |
| Fecha | Estadio (Ciudad)                          | Local           | Resultado | Visitante       |
| 22 de febrero de 2017 | Hindmarsh Stadium (Adelaida)              | Adelaide United | 0 - 3     | Gamba Osaka     |
| 22 de febrero de 2017 | Estadio Mundialista de Jeju (Seogwipo)    | Jeju United     | 0 - 1     | Jiangsu Suning  |
| 1 de marzo de 2017 | Estadio de Fútbol de Suita (Suita, Osaka) | Gamba Osaka     | 1 - 4     | Jeju United     |
| 1 de marzo de 2017 | Estadio Olímpico Deportivo (Nankín)       | Jiangsu Suning  | 2 - 1     | Adelaide United |
| 15 de marzo de 2017 | Estadio de Fútbol de Suita (Suita, Osaka) | Gamba Osaka     | 0 - 1     | Jiangsu Suning  |
| 15 de marzo de 2017 | Hindmarsh Stadium (Adelaida)              | Adelaide United | 3 - 3     | Jeju United     |
| 11 de abril de 2017 | Estadio Olímpico Deportivo (Nankín)       | Jiangsu Suning  | 3 - 0     | Gamba Osaka     |
| 11 de abril de 2017 | Estadio Mundialista de Jeju (Seogwipo)    | Jeju United     | 1 - 3     | Adelaide United |
| 25 de abril de 2017 | Estadio de Fútbol de Suita (Suita, Osaka) | Gamba Osaka     | 3 - 3     | Adelaide United |
| 25 de abril de 2017 | Estadio Olímpico Deportivo (Nankín)       | Jiangsu Suning  | 1 - 2     | Jeju United     |
| 9 de mayo de 2017 | Hindmarsh Stadium (Adelaida)              | Adelaide United | 0 - 1     | Jiangsu Suning  |
| 9 de mayo de 2017 | Estadio Mundialista de Jeju (Seogwipo)    | Jeju United     | 2 - 0     | Gamba Osaka     |